# Roundabout (jeu vidéo)
Pour les articles homonymes, voir Roundabout.
Roundabout est un jeu vidéo de course développé et édité par No Goblin LLC, sorti en 2014 sur Windows, Mac, Linux, PlayStation 4 et Xbox One.

## Système de jeu

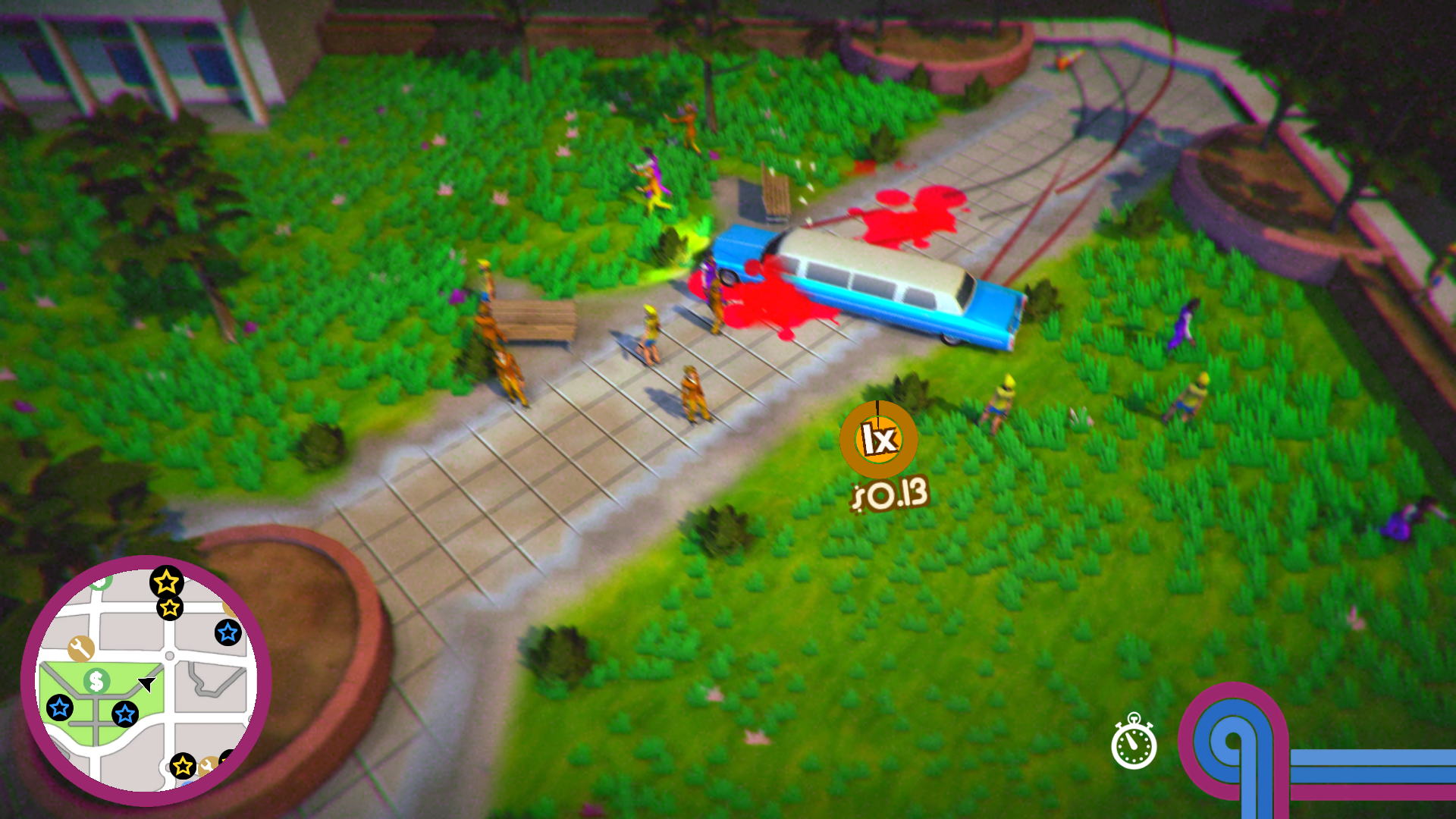
Image de gameplay

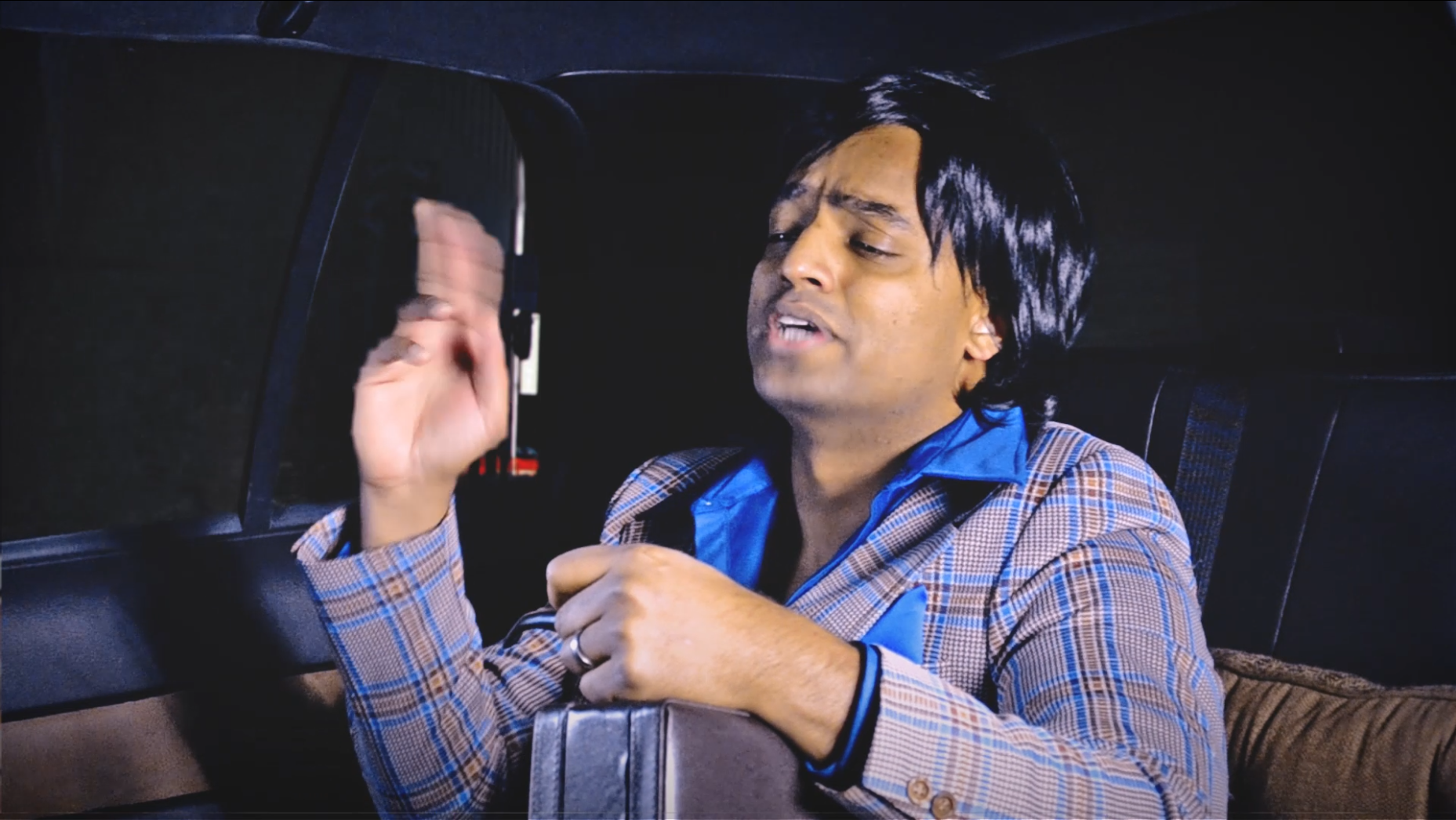
Séquence en FMV

Le joueur contrôle une limousine qui tourne sur elle-même. Le gameplay est un mélange de Kuru Kuru Kururin et Crazy Taxi.
Les passagers transportés sont introduits par des séquences en full motion video.

## Accueil
- Canard PC : 7/10[1]